# Oto Jurģis
Oto Jurģis (auch Otto Jürgis; * 12. Juli 1904; † 7. Oktober 1973 in Riga) war ein lettischer Speerwerfer.
Bei den Leichtathletik-Europameisterschaften 1934 in Turin wurde er Vierter, und bei den Olympischen Spielen 1936 in Berlin kam er auf den 13. Platz.
Seine persönliche Bestleistung von 67,68 m stellte er am 19. August 1934 in Riga auf.